# Болото Нимме (природний заповідник)
Природний заповідник болото Ни́мме, або верхове болото Нимме, (ест. Nõmme raba looduskaitseala) — природоохоронна територія в Естонії, у волості Тюрі повіту Ярвамаа.

## Основні дані
KKR-код: KLO1000329
Загальна площа — 436,8 га.
Заповідник утворений 23 січня 2006 року.

## Розташування
Природоохоронний об'єкт розташовується на землях, що належать селам Віллевере, Кяревере, Пібарі, Тяннассілма.
Територія заповідника збігається з природною областю болото Нимме (Nõmme raba loodusala), що включена до Європейської екологічної мережі Natura 2000.

## Мета створення
Метою створення заповідника є збереження 2 типів природних оселищ:
| Код   | Тип оселища                          | Площа, га |
| ----- | ------------------------------------ | --------- |
| 7110* | Активні верхові (оліготрофні) болота | 95        |
| 91D0* | Заболочені ліси                      | 84        |

У заповіднику охороняються види птахів: лелека чорний (Ciconia nigra) та глушець (Tetrao urogallus), які належать відповідно до I та II охоронних категорій (Закон Естонії про охорону природи).

## Зони заповідника
| Назва                | Назва          | Тип                                          | Площа, га | Категорія МСОП | Координати                                                            |
| -------------------- | -------------- | -------------------------------------------- | --------- | -------------- | --------------------------------------------------------------------- |
| верхове болото Нимме | Nõmme raba pv. | зона з обмеженим режимом природокористування | 138,9     | VI             | 58°41′42″ пн. ш. 25°26′44″ сх. д. / 58.69500° пн. ш. 25.44556° сх. д. |
| Нимме                | Nõmme skv.     | зона цільової охорони                        | 163,1     | V              | 58°42′17″ пн. ш. 25°27′13″ сх. д. / 58.70472° пн. ш. 25.45361° сх. д. |
| Вакі                 | Vaki skv.      | зона цільової охорони                        | 29,7      | IV             | 58°41′49″ пн. ш. 25°26′45″ сх. д. / 58.69694° пн. ш. 25.44583° сх. д. |
| Саарйие              | Saarjõe skv.   | зона цільової охорони                        | 105,2     | Ib             | 58°41′35″ пн. ш. 25°27′44″ сх. д. / 58.69306° пн. ш. 25.46222° сх. д. |